# Севастопольская площадь (Москва)
Севасто́польская площадь — площадь в городе Москве в районе Зюзино Юго-Западного административного округа  (с 1990 года).

## Расположение
Расположена в Юго-Западном административном округе, в районе Зюзино на пересечении улицы Каховки, Чонгарского бульвара, Азовской улицы, Большой и Малой Юшуньской улицы.

## История
Площадь названа в 1990 году. Западный вестибюль станции метро «Каховская», а также пересечение нескольких соседних улиц и образовали площадь.

## Здания и сооружения
На площади нет зданий, по нумерации относящихся к ней. В основном, на Севастопольской площади расположены различные торговые павильоны и скверы. Неподалёку находятся жилые дома, по нумерации относящиеся к Азовской и Большой Юшуньской улице, а также гостиница «Севастополь», построенная к Олимпиаде 1980 года в Москве, и гостиница «Берлин».

## Транспорт
Автобусы с918, 273, 922, станции метро "Каховская" и "Севастопольская"